# Robert Parish
Pour les articles homonymes, voir Parish et Robert Parrish.
Robert Lee Parish, né le 30 août 1953 à Shreveport (Louisiane, États-Unis), est un joueur de basket-ball, jouant en position de pivot, quatre fois champion NBA. Il est le joueur ayant disputé le plus de matchs en NBA en saison régulière.

## Carrière de joueur de basket-ball

### Débuts et arrivée aux Celtics de Boston
Après des débuts discrets au Centenary College of Louisiana, Parish est recruté lors de la draft 1976 en huitième position du premier tour par les Warriors de Golden State. Lors du dernier jour des transferts, Red Auerbach et Bill Fitch recrutent Robert Parish avec le troisième choix de la draft contre les premier et treizième choix détenus par les Celtics. Le troisième choix de la draft permet aux Celtics de recruter Kevin McHale. Parish, McHale et Larry Bird forment le premier Big Three. Le trio formé par les trois joueurs entre 1983 à 1992 est souvent décrit comme le meilleur frontcourt de l'histoire de la ligue.

### Champion NBA avec les Celtics
Longtemps considéré comme sous-performant à Golden State, Parish est reconnu pour être un joueur rapide ayant également un excellent tir après rotation. Après l'annonce de la retraite de Dave Cowens, Robert Parish s'installe comme le pivot titulaire de l'équipe. Contre les Bulls de Chicago, Parish fait cinq fautes dans le premier quart temps mais Fitch le laisse sur le terrain ; le pivot numéro 00 des Celtics réussit à s'imposer sans faire de fautes. Il remporte son premier titre en 1981 dès sa première saison avec la franchise de Boston.
La saison 1983-1984 est l'une des meilleures des Celtics de Boston, l'équipe remporte 62 rencontres en saison régulière, et se hisse en finale NBA après une victoire facile contre Washington, un succès en sept matchs contre les Knicks de New York et un autre contre les Bucks de Milwaukee en cinq rencontres. Les Celtics de Boston sont opposés en finale aux Lakers de Los Angeles de Magic Johnson. La rivalité entre les deux franchises est restée légendaire. Après une ultime victoire 111 à 102, les Celtics remportent leur quinzième titre de champion NBA.
Robert Parish remporte son troisième titre NBA lors de la saison 1985-1986. Boston s'incline par deux fois en finales en 1985 et 1987.
Robert Parish joue son dernier match avec les Celtics le 21 avril 1994 lors d'une défaite 95 à 89 contre les Hornets de Charlotte.

### Fin de carrière et dernier titre avec les Bulls de Chicago
Après avoir quitté les Celtics en 1994, il joue deux années avec les Hornets de Charlotte, puis fait sa dernière saison au sein des Bulls de Chicago en 1997, en compagnie de grands joueurs comme Michael Jordan, Scottie Pippen, Dennis Rodman, ou encore Toni Kukoc, qui permettent à Parish d'obtenir son quatrième titre. Il prend sa retraite sportive à l'âge avancé de 43 ans et il est encore le joueur le plus âgé à avoir commencé un match de NBA. Aujourd'hui encore, ses 1 611 rencontres disputées en saison régulière restent inégalées.
Nota : si l'on comptabilise les matchs de playoffs, Kareem Abdul-Jabbar a disputé un record de 1 797 matchs NBA au total (1 560 en saison régulière et 237 en playoffs), soit deux de plus que Robert Parish (184 matchs en playoffs en plus de ses 1611 rencontres de saison régulière).

## Style de jeu
Parish était un joueur longiligne très polyvalent, d'une taille (2,16 m) très impressionnante en défense, tout en étant très adroit à mi-distance et capable de conclure des contre-attaques à une vitesse peu commune pour un joueur de sa stature. Son geste caractéristique était un curieux tir en suspension en cloche qui montait très haut avant de toucher le cercle.
Il est surnommé « Chief », en référence à l'Indien du film Vol au-dessus d'un nid de coucou. Selon la légende, il lui aurait été attribué par l'ancien ailier des Celtics Cedric Maxwell à cause de sa nature impassible et stoïque.

## Palmarès et distinctions
Robert Parish est dans la liste des meilleurs joueurs du cinquantenaire de la NBA créée pour les 50 ans de création de la NBA. En son honneur, les Celtics ont retiré son maillot frappé du double zéro en 1998. Il a été intronisé au Naismith Memorial Hall of Fame en 2003.
Il est le joueur ayant disputé le plus de matchs en NBA avec 1 611 rencontres disputées, et il est également le joueur le plus âgé à avoir commencé un match NBA dans le cinq de départ et l'un des joueurs les plus âgés à avoir joué en NBA.
- Champion NBA en 1981, 1984 et 1986 avec les Celtics de Boston, et en 1997 avec les Bulls de Chicago.
- Finales NBA en 1985 et 1987 avec les Celtics de Boston, les deux disputées contre les Lakers de Los Angeles.
- Sélectionné au NBA All-Star Game en 1981, 1982, 1983, 1984, 1985, 1986, 1987, 1990 et 1991.
- All-NBA Second Team en 1982.
- All-NBA Third Team en 1989.

## Statistiques
gras = ses meilleures performances

### Universitaires
Statistiques en université de Robert Parish
| Saison    | Équipe         | Matchs | Titul. | Min./m | % Tir | % 3pts | % LF | Rbds/m. | Pass/m. | Int/m. | Ctr/m. | Pts/m. |
| --------- | -------------- | ------ | ------ | ------ | ----- | ------ | ---- | ------- | ------- | ------ | ------ | ------ |
| 1972-1973 | Centenary (en) | 27     | 27     | 32,8   | 57,9  | —      | 61,0 | 18,7    | 0,9     | —      | —      | 23,0   |
| 1973-1974 | Centenary      | 25     | 25     | 33,6   | 52,3  | —      | 62,8 | 15,3    | 1,4     | —      | —      | 19,9   |
| 1974-1975 | Centenary      | 29     | 29     | 31,0   | 56,0  | —      | 66,1 | 15,4    | 1,5     | —      | —      | 18,9   |
| 1975-1976 | Centenary      | 27     | 27     | 34,8   | 58,9  | —      | 69,4 | 18,0    | 2,4     | —      | —      | 24,8   |
| Carrière  | Carrière       | 108    | 108    | 33,0   | 56,4  | —      | 65,5 | 16,9    | 1,5     | —      | —      | 21,6   |

### Professionnelles

#### Saison régulière
Légende :
| Champion NBA | Record NBA |

gras = ses meilleures performances
Statistiques en saison régulière de Robert Parish
| Saison        | Équipe        | Matchs | Titul. | Min./m | % Tir | % 3pts | % LF | Rbds/m. | Pass/m. | Int/m. | Ctr/m. | Pts/m. |
| ------------- | ------------- | ------ | ------ | ------ | ----- | ------ | ---- | ------- | ------- | ------ | ------ | ------ |
| 1976-1977     | Golden State  | 77     | 1      | 18,0   | 50,3  | —      | 70,8 | 7,1     | 1,0     | 0,7    | 1,2    | 9,1    |
| 1977-1978     | Golden State  | 82     | 37     | 24,0   | 47,2  | —      | 62,5 | 8,3     | 1,2     | 1,0    | 1,5    | 12,5   |
| 1978-1979     | Golden State  | 76     | 75     | 31,7   | 49,9  | —      | 69,8 | 12,1    | 1,5     | 1,3    | 2,9    | 17,2   |
| 1979-1980     | Golden State  | 72     | 69     | 29,4   | 50,7  | 0,0    | 71,5 | 10,9    | 1,7     | 0,8    | 1,6    | 17,0   |
| 1980-1981     | Boston        | 82     | 78     | 28,0   | 54,5  | 0,0    | 71,0 | 9,5     | 1,8     | 1,0    | 2,6    | 18,9   |
| 1981-1982     | Boston        | 80     | 78     | 31,7   | 54,2  | —      | 71,0 | 10,8    | 1,8     | 0,9    | 2,4    | 19,9   |
| 1982-1983     | Boston        | 78     | 76     | 31,5   | 55,0  | 0,0    | 69,8 | 10,6    | 1,8     | 1,0    | 1,9    | 19,3   |
| 1983-1984     | Boston        | 80     | 79     | 35,8   | 54,6  | —      | 74,5 | 10,7    | 1,7     | 0,7    | 1,5    | 19,0   |
| 1984-1985     | Boston        | 79     | 78     | 36,1   | 54,2  | —      | 74,3 | 10,6    | 1,6     | 0,7    | 1,3    | 17,6   |
| 1985-1986     | Boston        | 81     | 80     | 31,7   | 54,9  | —      | 73,1 | 9,5     | 1,8     | 0,8    | 1,4    | 16,1   |
| 1986-1987     | Boston        | 80     | 80     | 37,4   | 55,6  | 0,0    | 73,5 | 10,6    | 2,2     | 0,8    | 1,8    | 17,5   |
| 1987-1988     | Boston        | 74     | 73     | 31,2   | 58,9  | 0,0    | 73,4 | 8,5     | 1,6     | 0,7    | 1,1    | 14,3   |
| 1988-1989     | Boston        | 80     | 80     | 35,5   | 57,0  | —      | 71,9 | 12,5    | 2,2     | 1,0    | 1,5    | 18,6   |
| 1989-1990     | Boston        | 79     | 78     | 30,3   | 58,0  | —      | 74,7 | 10,1    | 1,3     | 0,5    | 0,9    | 15,7   |
| 1990-1991     | Boston        | 81     | 81     | 30,1   | 59,8  | 0,0    | 76,7 | 10,6    | 0,8     | 0,8    | 1,3    | 14,9   |
| 1991-1992     | Boston        | 79     | 79     | 28,9   | 53,5  | —      | 77,2 | 8,9     | 0,9     | 0,9    | 1,2    | 14,1   |
| 1992-1993     | Boston        | 79     | 79     | 27,2   | 53,5  | —      | 68,9 | 9,4     | 0,8     | 0,7    | 1,4    | 12,6   |
| 1993-1994     | Boston        | 74     | 74     | 26,9   | 49,1  | —      | 74,0 | 7,3     | 1,1     | 0,6    | 1,3    | 11,7   |
| 1994-1995     | Charlotte     | 81     | 4      | 16,7   | 42,7  | —      | 70,3 | 4,3     | 0,5     | 0,3    | 0,4    | 4,8    |
| 1995-1996     | Charlotte     | 74     | 34     | 14,7   | 49,8  | —      | 70,4 | 4,1     | 0,4     | 0,3    | 0,7    | 3,9    |
| 1996-1997     | Chicago       | 43     | 3      | 9,4    | 49,0  | —      | 67,7 | 2,1     | 0,5     | 0,1    | 0,4    | 3,7    |
| Carrière      | Carrière      | 1611   | 1316   | 28,4   | 53,7  | 0,0    | 72,1 | 9,1     | 1,4     | 0,8    | 1,5    | 14,5   |
| All-Star Game | All-Star Game | 9      | 1      | 15,8   | 52,9  | —      | 66,7 | 5,9     | 0,9     | 0,4    | 0,9    | 9,6    |

#### Playoffs
Légende :
| Champion NBA | Meilleur joueur de cette catégorie statistique de la saison |

Statistiques en playoffs de Robert Parish
| Saison   | Équipe       | Matchs | Titul. | Min./m | % Tir | % 3pts | % LF | Rbds/m. | Pass/m. | Int/m. | Ctr/m. | Pts/m. |
| -------- | ------------ | ------ | ------ | ------ | ----- | ------ | ---- | ------- | ------- | ------ | ------ | ------ |
| 1977     | Golden State | 10     | 0      | 23,9   | 48,1  | —      | 65,4 | 10,3    | 1,1     | 0,7    | 1,1    | 12,1   |
| 1981     | Boston       | 17     | 17     | 28,9   | 49,3  | —      | 67,2 | 8,6     | 1,1     | 1,2    | 2,3    | 15,0   |
| 1982     | Boston       | 12     | 12     | 35,5   | 48,8  | —      | 68,0 | 11,3    | 1,5     | 0,4    | 4,0    | 21,3   |
| 1983     | Boston       | 7      | 7      | 35,6   | 48,3  | —      | 85,0 | 10,6    | 1,3     | 0,7    | 1,3    | 14,7   |
| 1984     | Boston       | 23     | 23     | 37,8   | 47,8  | —      | 64,6 | 10,8    | 1,2     | 1,0    | 1,8    | 14,9   |
| 1985     | Boston       | 21     | 21     | 38,2   | 49,3  | —      | 78,4 | 10,4    | 1,5     | 1,0    | 1,6    | 17,1   |
| 1986     | Boston       | 18     | 18     | 32,8   | 47,1  | —      | 65,2 | 8,8     | 1,4     | 0,5    | 1,7    | 15,0   |
| 1987     | Boston       | 21     | 21     | 35,0   | 56,7  | 0,0    | 76,7 | 9,4     | 1,3     | 0,9    | 1,7    | 18,0   |
| 1988     | Boston       | 17     | 17     | 36,8   | 53,2  | —      | 82,0 | 9,9     | 1,2     | 0,6    | 1,1    | 14,7   |
| 1989     | Boston       | 3      | 3      | 37,3   | 45,5  | —      | 77,8 | 8,7     | 2,0     | 1,3    | 0,7    | 15,7   |
| 1990     | Boston       | 5      | 5      | 34,0   | 57,4  | —      | 94,4 | 10,0    | 2,6     | 1,0    | 1,4    | 15,8   |
| 1991     | Boston       | 10     | 10     | 29,6   | 59,8  | —      | 68,9 | 9,2     | 0,6     | 0,8    | 0,7    | 15,8   |
| 1992     | Boston       | 10     | 10     | 33,5   | 49,5  | —      | 71,4 | 9,7     | 1,4     | 0,7    | 1,5    | 12,0   |
| 1993     | Boston       | 4      | 4      | 36,5   | 54,4  | —      | 85,7 | 9,5     | 1,3     | 0,3    | 1,5    | 17,0   |
| 1995     | Charlotte    | 4      | 0      | 17,8   | 54,5  | —      | 40,0 | 2,3     | 0,3     | 0,0    | 0,8    | 3,5    |
| 1997     | Chicago      | 2      | 0      | 9,0    | 14,3  | —      | —    | 2,0     | 0,0     | 0,0    | 1,5    | 1,0    |
| Carrière | Carrière     | 184    | 168    | 33,6   | 50,6  | 0,0    | 72,2 | 9,6     | 1,3     | 0,8    | 1,7    | 15,3   |

## Pour approfondir